# Économie de l'Oise
 (juin 2012).
Si vous disposez d'ouvrages ou d'articles de référence ou si vous connaissez des sites web de qualité traitant du thème abordé ici, merci de compléter l'article en donnant les références utiles à sa vérifiabilité et en les liant à la section « Notes et références ».
L’Oise est un département dont le poids du secteur industriel dans l’emploi reste important : 18,0 % des salariés sont employés par un établissement industriel, contre 15,5 % en région et 13,4 % en métropole. Cependant trois salariés sur quatre travaillent dans un établissement de services.

## Diversité des territoires constituant le département
Le Conseil départemental de l'Oise et l'INSEE identifient cinq territoires différents et complémentaires :  Beauvaisis-Oise-picarde, Creil-Clermont, Noyon-Compiègne, Valois-Halatte et Bray-Vexin-Sablons-Thelle. Chacun présente un visage spécifique.  Alors que l'influence du bassin parisien est très perceptible dans les territoires plutôt résidentiels de Valois-Halatte et de Bray-Vexin-Sablons-Thelle, les territoires du Beauvaisis-Oise-picarde et de Noyon-Compiègne, plutôt industriels, sont beaucoup plus autonomes.

## L'agriculture
En 2020 le nombre d'exploitations est de 2938 avec une surface agricole utile (SAU) moyenne de 124 hectares. La surface agricole utile du département est de 385 365 ha. L'essentiel de celle-ci, 203 200 ha, est consacrée aux céréales. Viennent ensuite les oléoprotéagineux, essentiellement le colza, qui valorisent 14 % de la SAU.
5 662 personnes occupent un emploi permanent et, parmi elles, 3 853 sont chefs d'exploitation.
L'Oise tire parti des ressources que lui offre le sol du département, majoritairement composé de limons très fertiles, d’une profondeur souvent supérieure à 1 mètre.
Depuis le début des années 1980, le département de l'Oise recule progressivement sur le plan agricole, laissant davantage de place aux activités tertiaires largement dominées par un vaste déploiement de PME et PMI aidées par un développement des zones industrielles.

## L'industrie
La  tradition industrielle de l'Oise  trouvant son origine au XIXe siècle avec la première révolution industrielle. De nouvelles filières se développent comme les filatures, le tissage, la métallurgie, la sidérurgie et la verrerie. Entre 1945 et 1975 les principaux sites industriels se situent à Beauvais et le long de la vallée de l’Oise, notamment à Compiègne et Creil. Ils accueillent des activités de transformation agro-alimentaire, la production de machines agricoles, des activités de chimie et de parachimie, de cosmétiques, de métallurgie, de sidérurgie, de la verrerie, des industries pharmaceutiques et automobiles. Fin 2018, 1 612 établissements sont actifs et 43 142 postes salariés sont recensés par l’INSEE, soit  17,9 % des emplois salariés du département. 4 domaines totalisent 58 % de l’activité industrielle : la fabrication de produits à base e caoutchouc, plastique ou autres comme le verre, les matériaux de construction (briques, tuiles, ciment, plâtre, …), la métallurgie, l’industrie chimique et l’industrie autour de l’alimentaire. 